# Ritornerai (brano musicale)
Ritornerai è un brano musicale di Bruno Lauzi, che l'ha scritto e lanciato.
Musicalmente la canzone è un bolero, e ripete la stessa strofa più volte; il testo affronta il tema di un amore finito, con la speranza che la donna che se n'è andata possa comunque un giorno ritornare.
Questa prima versione venne inserita nel secondo album di Lauzi, Ti ruberò, pubblicato dalla CGD, che aveva acquisito il catalogo della precedente etichetta.
Nel corso della sua carriera Lauzi la reincise più volte:
- 1970 su 45 giri pubblicato dalla Poppy (P.NP. 051)
- 1971 su 33 giri Questo sono io, pubblicato dalla Ariston (AR/LP 11053)
- 1971 in versione dal vivo su 33 giri Amore caro amore bello....., pubblicato dalla Numero Uno (ZDLN 55015-1)
- 1975 su 33 giri L'amore sempre, pubblicato dalla Numero Uno (ZSKN 55682)

Inoltre è stata inserita in tutte le antologie di Lauzi pubblicate dalle varie etichette.

## Omaggi
Nel 1983 Bruno Cortini, inserisce Ritornerai nella colonna sonora del film Sapore di mare 2 - Un anno dopo.
Nel 1985 Nanni Moretti ha inserito la versione originale di questa canzone nel finale del film La messa è finita.

## Formazione
- Angel "Pocho" Gatti: arrangiamento, tastiere
- Ettore Cenci: chitarra
- Alberto Pizzigoni: chitarra
- Pino Presti: basso
- Leonello Bionda: batteria

## Cover
Ornella Vanoni
Nel 1969 Ornella Vanoni realizza la prima cover di questa canzone, pubblicandola su 45 giri insieme a Mi sono innamorata di te di Luigi Tenco.
Questa versione viene inserita nell'album Ai miei amici cantautori, costituito da omaggi della cantante milanese ai cantautori più noti del periodo.
In seguito questa versione è stata inserita in varie antologie della Vanoni (come L'amore, nel 1972).
Franco Battiato
Nel 2002 Franco Battiato ne ha realizzato una cover, inclusa nel secondo album dedicato dal cantautore siciliano a reinterpretazioni di successi di altri artisti, Fleurs 3, pubblicato dalla Sony Music.
In questa versione è stata scelta per la colonna sonora del film Manuale d'amore, diretto da Giovanni Veronesi.
Delta V
Nel 2006 i Delta V ne hanno inciso una cover, pubblicandola come secondo singolo tratto dall'album Pioggia.Rosso.Acciaio. Si tratta dell'ultima release dei Delta V presso l'etichetta Virgin. L'arrangiamento di questa versione di Ritornerai si ispira a Human Behaviour di Björk (da Debut del 1993). Non è la prima volta che i Delta V prendono ispirazione dall'artista islandese: "Se telefonando" (album version) riprendeva Crying, dallo stesso album.
CD singolo
1. Ritornerai (Album version)
2. Inverno *
3. Ritornerai (Erwin Hood RMX) *
4. Ritornerai (Derivando RMX) *
5. Ritornerai (So:ho RMX) *
6. Ritornerai (Markzilla RMX) *

* = Traccia disponibile solo in questo cd singolo.
Morgan
Nel 2008 Morgan ne ha realizzato una cover dal vivo, che viene inclusa nel disco dedicato a Lauzi dal Club Tenco, Bruno Lauzi & il club Tenco.
Michele Bravi
Il brano è inserito nel suo primo ep d'esordio del 2013